# Davi Lucas
David Lucas Peixoto Valle de Paz (Nova Friburgo, 4 de março de 1995), mais conhecido como Davi Lucas, é um psicólogo e ex-ator brasileiro.

## Biografia
David Lucas nasceu e morou em Nova Friburgo onde passou parte de sua infância, então o ator foi fazer teatro por influência da irmã, que também é atriz. Três peças depois, após se acostumar a fazer teatro, o ator pediu para a mãe o inscrever em uma agência de TV. Apenas 20 dias depois, surgiu o teste para O Pequeno Alquimista, seu primeiro trabalho na televisão. O seu primeiro trabalho na televisão foi nesta minissérie. Ainda em 2005, David Lucas participou da novela Alma Gêmea e, em 2006/2007, atuou no seriado Minha Nada Mole Vida, fazendo o personagem "Hélio". Deixou a carreira de ator ao se formar em psicologia.

## Filmografia

### Televisão
| Ano     | Título                        | Personagem / Cargo                     | Nota                          |
| ------- | ----------------------------- | -------------------------------------- | ----------------------------- |
| 2004    | O Pequeno Alquimista          | Matias                                 |                               |
| 2005    | Alma Gêmea                    | Terêncio Dias (Terê)                   |                               |
| 2006–07 | Minha Nada Mole Vida          | Hélio Campos Meneghine                 |                               |
| 2008    | Beleza Pura                   | Hugo Císter Astragão                   |                               |
| 2009    | Caras & Bocas                 | Bruno Guimarães de Azevedo (Espeto)    |                               |
| 2010    | Super Chefinhos               | Participante                           | Temporada 1                   |
| 2010    | Papai Noel Existe             | Eduardo Paz (Dudu)                     | Especial de fim de ano        |
| 2010    | Ti Ti Ti                      | Luis Felipe Spina (Lipe)               |                               |
| 2011    | Fina Estampa                  | René Velmont Júnior                    |                               |
| 2012–13 | Malhação: Intensa como a Vida | Alvaro Gabriel Antunes Junior (Orelha) | Temporada 22                  |
| 2013–14 | Divertics                     | Varios personagens                     |                               |
| 2014    | Malhação Sonhos               | Álvaro Gabriel Antunes Junior (Orelha) | Episódio: "17–19 de novembro" |
| 2016    | Êta Mundo Bom!                | Jack Fonseca                           |                               |

### Cinema
| Ano  | Título                    | Personagem |
| ---- | ------------------------- | ---------- |
| 2013 | Odeio o Dia dos Namorados | Canibal    |
| 2013 | Minha Família Perfeita    | Marcos     |

## Prêmios e indicações
| Ano  | Prêmio                  | Categoria                        | Indicado                      | Resultado |
| ---- | ----------------------- | -------------------------------- | ----------------------------- | --------- |
| 2005 | Melhores do Ano         | Melhor Ator Infantil             | Alma Gêmea                    | Indicado  |
| 2005 | Troféu Leão Lobo        | Ator Revelação                   | Alma Gêmea                    | Venceu    |
| 2005 | Prêmio Qualidade Brasil | Melhor Ator Revelação            | Alma Gêmea                    | Indicado  |
| 2006 | Prêmio Qualidade Brasil | Melhor Ator Programa Humorístico | Minha Nada Mole Vida          | Indicado  |
| 2010 | Prêmio Qualidade Brasil | Melhor Ator Infantil             | Ti Ti Ti                      | Venceu    |
| 2011 | Prêmio Contigo! de TV   | Melhor Ator Coadjuvante          | Fina Estampa                  | Indicado  |
| 2013 | Prêmio Contigo! de TV   | Melhor Ator Coadjuvante          | Malhação: Intensa como a Vida | Indicado  |